# Sarah Knauss
Pour les articles homonymes, voir Knauss.
Sarah DeRemer Clark Knauss est une supercentenaire américaine, née le 24 septembre 1880 à Hollywood (Pennsylvanie) (en) aux États-Unis, et morte le 30 décembre 1999 à Allentown (Pennsylvanie), à l'âge de 119 ans et 97 jours. Elle a été la doyenne de l'humanité entre le 16 avril 1998 et le 30 décembre 1999,,,,,. Elle succédait à la Québécoise Marie-Louise Meilleur.
Elle est la troisième personne vérifiée du monde ayant vécu le plus longtemps, après la Française Jeanne Calment et la Japonaise Kane Tanaka.

## Biographie
Sarah DeRemer Clark est née le 24 septembre 1880 à Hollywood (en), en Pennsylvanie, un petit village minier. Elle a épousé Abraham Knauss en 1901 ; il est devenu un important dirigeant républicain du comté de Lehigh, en Pennsylvanie, et registraire public (en).  Leur enfant unique Kathryn est née en 1903 et est décédée en 2005 à l'âge de 101 ans. Son mari est décédé en 1965 à l'âge de 86 ans.
À 116 ans, elle a été reconnue comme étant la nouvelle détentrice du record de longévité aux États-Unis, alors présumée avoir été détenue par Carrie C. White (selon les dires de 1874 à 1991). En 1998, elle est devenue la personne la plus âgée au monde après le décès de la Canadienne Marie-Louise Meilleur, âgée de 117 ans. Lorsque les membres de sa famille lui ont parlé de sa nouvelle renommée, sa réponse a été un sourire et « Et alors ? »,.
Knauss a vécu sept guerres impliquant les États-Unis (y compris les deux guerres mondiales) et les administrations de vingt-trois présidents (de Rutherford B. Hayes à Bill Clinton. À sa mort, elle était l'une des sept générations vivantes de sa famille.

## Mort
Knauss est décédée de causes naturelles à Allentown, en Pennsylvanie, le 30 décembre 1999 à Phoebe Home (maison de retraite désormais connue sous le nom de Phoebe Allentown, une filiale de Phoebe-Devitt Homes, Inc.) où elle avait vécu les neuf dernières années de sa vie. Elle a déclaré que le « secret de sa longévité » aurait été de ne pas laisser les choses la contrarier,.
À propos de sa mort, le sénateur d’État Charlie Dent, qui avait assisté à la fête pour son 115e anniversaire en 1995, a déclaré : « Mme Knauss est une femme extraordinaire qui a repoussé les limites de la longévité. C'est une occasion triste, mais elle a assurément eu une vie mouvementée. »